# کنگاژووکا
کنگاژووکا (به لهستانی:  Kniaziówka) یک روستا در لهستان است که در گمینا شدرا واقع شده‌است.